# 黃金旅程
黃金旅程，是日本純種競賽馬匹。生涯活躍於中長距離賽事，曾勝出一級賽香港瓶，亦於二級賽目黑紀念、日經新春盃及杜拜司馬經典賽取得冠軍。黃金旅程因有著跌宕起伏的的賽馬生涯聞名，由取得分級賽參賽資格後直至在2000年勝出目黑紀念為止，其經歷了二十九連敗的過程，但同時在這二十九場比賽中取得了二十二場入圍頭五名的穩定成績，其中包括了十場比賽的亞軍，而在這十場比賽中更有四場為一級賽，此頑強的形象使其得到了「稀世的銀銅牌收藏家」（稀代のシルバー＆ブロンズコレクター）的別稱。

## 出賽前
1994年3月24日出生於北海道白老町白老牧場，所有權歸屬於白老牧場母公司兼賽馬團體Shadai Race Horse Co. Ltd.旗下。
其後交由栗東訓練中心練馬師池江泰郎訓練。訓練期間，黃金旅程就因其桀傲、強烈的個性聞名，在訓練首日就發生了「在訓練騎師騎上他時，一再地立起身子示威達10-20次，以致訓練人員只能放棄訓練」的軼事。同時，在與其他馬匹練跑時，黃金旅程也多次表現出想要啃咬超前馬匹的行為，以至於在訓練場地內流傳著「如果拿肉給牠，牠八成會吃」的評價。其主廄務員山元重治就曾表示：「池江先生告訴過我，牠是一匹精力充沛、眼神有力的馬，他說的一點也沒錯。牠的眼睛與普通的馬完全不同，總是睜大眼睛，一有機會就大鬧。 從一開始直到引退，牠總是向人類表現出一種『我最強』的態度」。即便如此，牠對坡道訓練的配合度與表現都相當良好，因此培訓陣營仍對其表現抱有期待。

## 競賽生涯

### 3歲（現2歲）
1996年12月1日出戰阪神競馬場3歲新馬戰，由柏兆雷策騎，雖然最後直路跑出全場最快的末腳，但礙於比賽初段留得太後而未能追上前方賽駒，最終僅獲得第三。
12月1日再度出戰3歲新馬戰，然而於比賽途中得突然腳步不穩，於喪失比賽意志下失速沉底，以包尾完賽。賽後經過醫療團隊檢查確定右前腳患有骨膜炎，最終陣營決定安排其進入休養。

### 4歲（現3歲）
1997年2月於4歲未勝利戰復出，改由熊澤重文策騎。比賽開始後其處於中團位置追走，但通過第四彎道時並未進入直路，而是向跑道外圍逸走並將鞍上之騎師熊澤拋落賽道，最終其被判處比賽中止。
完賽後其因爲是次行爲而被日本中央競馬會勒令需要進行審查，所幸於陣營訓練下其問題有所改善並順利合格得以繼續出戰。
完成審查後繼續於4歲未勝利戰挑戰，於3月及4月分別取得兩次第二後，隨即於5月的一場4歲未勝利戰取得首勝利。
其後出戰條件戰睡蓮賞成功獲得冠軍後於山百合賞獲得第四。
9月出戰阿寒湖特別，於第三彎道取得有利位置，進入直路加速保持優秀下成功再次取得冠軍。而此時陣營尚未知道，此賽事將成為黃金旅程接下來近三十場比賽登場時唯一能登錄的主要勝場。
10月12日出戰京都新聞盃，爲其首次出戰分級賽，比賽途中於中團位置保持節奏追走，但於直路上未能進一步加速而以第四完賽。
11月2日出戰菊花賞，但於比賽途中未能發揮良好表現下，更於直路上稍微失速，最終以第八大敗。
其後重返條件戰級別出戰金馬鞭盃，改由武豐策騎，雖然其於直路跑出全場最快末腳，但仍然未能超越一早處於前方的First Sonia，最終以頸位獲得第二。

### 5歲（現4歲）
進入1998年，其於年初的三場賽事萬葉錦標、松籟錦標及鑽石錦標中均跑出良好表現獲得亞軍。
3月29日出戰日經賞，於其中保持良好節奏於中團追走，並於直路上發揮衝勁加速，最終跑獲一席第四。
5月3日出戰春季天皇賞，賽前僅獲第十人氣。比賽開始後，其處於中團位置追走，保持穩定節奏下以第六通過第四彎道。進入直路後，其隨即加速衝刺並於直路中段超越與其一同衝出的第一人氣的御用律師，最終於其跑出優秀末腳速度下，僅以2馬位差距敗於第二人氣的目白光明，以爆冷的姿態奪得亞軍。
其後出戰目黑紀念及寶塚紀念，雖然表現良好但始終未能掄元，分別跑獲季軍及亞軍。
放草過後以京都大賞典爲秋季首戰，於其中一直處於第四名的先頭位置，最終亦而第四完賽。
11月1日出戰秋季天皇賞，比賽初段由無聲鈴鹿進行快放並做出前1000米57.6秒的超快步速，黃金旅程則於第四的位置推進。然而由於無聲鈴鹿於第三彎道突然因爲腳步問題中止比賽，先頭的馬匹因步速突然減慢而陷入混亂，黃金旅程趁機連同同樣處於前方的越位陷阱衝出，兩駒隨即於直路上展開爭奪。直路中段，其憑藉優秀的衝刺速度一度迫近對手，然而於最後200米其左斜行的壞習慣再度發作，於其斜行外閃浪費腳程的情況下失去了超越越位陷阱的機會，最終以1 1/4馬位差距落敗得第二。
11月29日出戰日本盃因未能有效加速以第十大敗，其後出戰有馬紀念雖然於直路急起直追，但仍然未能成功挑戰草上飛及目白光明而僅獲季軍。
綜觀黃金旅程1998年的表現，雖然出戰十一場全敗，卻僅有日本盃1場排名掉出前五，並且奪下了五亞兩季的不俗戰績，其善戰的形象開始在部分馬迷間形成話題。

### 6歲（現5歲）
1999年首戰爲京都紀念，於其中再次未能進一步加速而以第七落敗。
但其後再度回勇於日經賞獲得季軍，5月出戰春季天皇賞雖未能進入三甲，但仍然跑獲第五入板的成績，完成春季天皇賞後更於金鯱賞、鳴尾紀念及寶塚紀念三場比賽連續奪得季軍。
放草過後以京都大賞典作爲秋季首戰，但未能延續春季的優秀戰績，僅以第六完賽。
10月31日出戰秋季天皇賞，因京都大賞典的平凡表現於賽前僅獲第十二人氣，然而於比賽途中再度展現出優秀的加速力，於直路上成功由中團位置衝出，最終被特別週超越下僅以頸位差距落敗，再度以爆冷的姿態取得亞軍，
其後出戰日本盃及有馬紀念，分別獲得第六及第十。

### 7歲（現6歲）
2000年年初出戰美國賽馬會盃、京都紀念、日經賞及春季天皇賞，於其中分別獲得第二、第三、第二及第四。
5月20日出戰目黑紀念，再度改由武豐策騎。比賽開始後由Hot Secret及Tokio Accel帶出，兩於前方快放下做出前1000米58.7秒的快步速，而黃金旅程則於較後方位置等待時機。進入直路後，騎師武豐指揮其於後方位置衝出，其開始發力加速衝刺，於最後100米成功追上較儲前經已處於前方的城中金星，並於繼續加速之下最終拋離對手1 1/4馬位奪得首個分級賽冠軍，亦爲其暌違2年8個月的勝利，同時也恰好是其父週日寧靜產駒所累積第的100場分級賽冠軍。
但其後未能保持優秀戰績，於6月的寶塚紀念僅以第四完賽，放草後於秋季分別出戰產經賞、秋季天皇賞、日本盃及有馬紀念，但分別獲得第五、第七、第八及第七的不佳戰績。
由於其獨特的形象與人氣，黃金旅程於本年8月獲選為日本中央競馬會形象海報「英雄列傳」的主題馬，題名為「毫無理由的鍾愛」（愛さずにいられない），成為當時絕無僅有的非一級賽優勝馬海報。
此外，其也在中央競馬會當年舉辦的「20世紀百大名馬」票選中以第34名的成績入選，與第71名的優秀素質及第91名雙渦輪並列為名單中唯三的非一級賽優勝馬。值得一提的是，儘管黃金旅程長期無緣於一級賽冠軍，但其總是穩定進入頭五名獲取賞金的表現，使之在持有人社台集團內有著「優良持股」的評價。

### 7歲[a]
進入2001年初，陣營開始認真考慮已7歲的黃金旅程退役的問題，但在分析後認為雖於秋季名次欠佳，但整體表現並未下滑，因此決定繼續參賽。而實際上，從諸多相關人士的證言來看黃金旅程的體能似乎在生涯末期再次進入全盛期，其最佳每化朗衝刺速度也是於本年創下，極端晚成的體質堪稱相當特殊。
黃金旅程先於年度首戰日經新春盃以先頭戰術搭配直路上的末腳，輕鬆超越領放馬San M.X.，更於繼續加速之下拋離對手1 1/4馬位再次取得分級賽冠軍。
完成日經新春盃後陣營對其實力感到自信，因而安排其遠征阿聯酋出戰二級賽杜拜司馬經典賽。比賽開始後，其於中團位置追走等待時機，並以緩慢的節奏逐步推進以保存體力。進入直路後，騎師武豐指揮其由馬群中央的空隙衝出，並於直路中段超越力弱的星運來，其後繼續發加大力度發力衝刺追趕前方的上屆盟主奇異光芒。於其奮力衝刺之下，其成功於最後關頭迫近對手，並於終點線前呈現平頭姿態，最終於照片判定下，黃金旅程以鼻位的細微差距險勝，成功成爲第三匹於勝出海外分級賽的日本生產兼日本訓練的賽駒。
回國後出戰寶塚紀念，雖然跑出優秀的速度，但未能對名將戶仁、好歌劇及Hot Secret造成實質的威脅，最終以第四完賽。
秋季以10月的京都大賞典作爲首戰，比賽途中一直保持於先頭位置追走，進入直路後開始加速衝刺。直路中段，其成功於末廣統領及成田路中央突破並透出領先。但取得領先後其突然外閃，加上後方的成田路失足造成騎師渡邊薰彥落馬，黃金旅程受到些微驚嚇下節奏被破壞並加劇其外閃的行爲，所幸於騎師後藤浩輝的修正下成功保持速度，最終仍然壓過好歌劇以第一衝線。然而賽後審議認爲成田路失足的主因爲受到黃金旅程的外閃斜行影響，經賽會商討後決定判處其失格。
其後出戰秋季天皇賞及日本盃，分別於其中獲得第七及第四。
完成日本盃後陣營宣佈將安排其遠征香港出戰香港瓶，並以此作爲其退役戰，其廣為流通的中文譯名「黃金旅程」亦於本場比賽定名。比賽開始後，其於第六的位置追走，保持穩定節奏下逐步向前進佔位置。通過第三彎道時候，一直領放的藝高強開始發力加速，此時黃金旅程亦向外抽出準備望空。進入直路後，前方的藝高強仍然保持巨大優勢，黃金旅程則於外檔位置繼續衝刺追趕前方並逐步迫近對手。然而最後200米，黃金旅程之斜行癖再度發作，其不斷內閃之下使得騎師武豐左手之繮繩脫落，所幸武豐調整過後隨即指揮其向外檔抽出修正，最終其成功修正繼續加速之下，於終點線前超越藝高強奪得首個一級賽冠軍，成爲首匹於勝出海外一級賽的日本生產兼日本訓練的賽駒，並以堪稱最戲劇性的方式達成『有終之美』。
回國後其按照計劃退役，並於2002年1月20日在京都競馬場進行退役儀式。

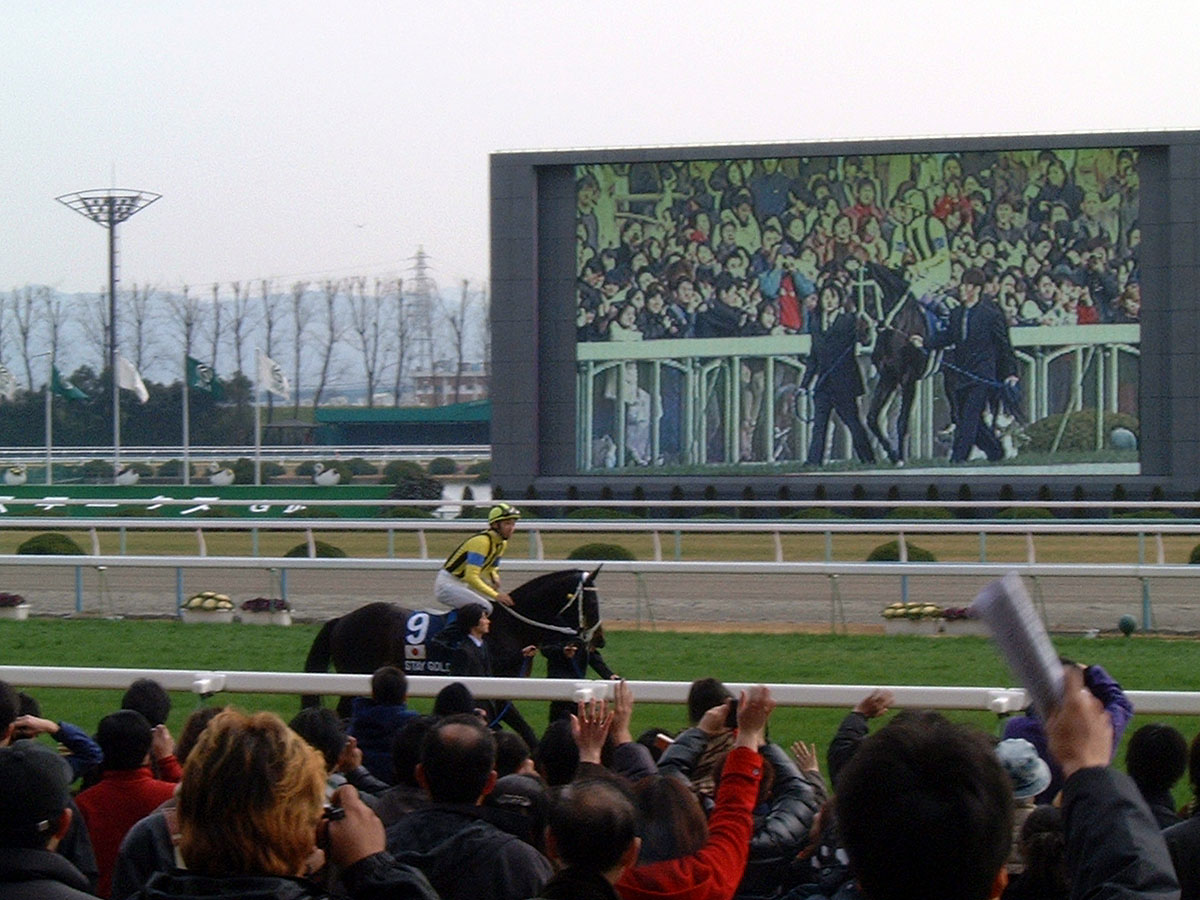
於退役儀式上的黃金旅程

### 詳細賽績
| 日期       | 舉辦國家/地區 | 馬場 | 距離   | 級別 | 賽事名稱       | 負重 | 騎師     | 出馬 | 出馬 | 名次     | 時間     | 頭馬（二馬）          |
| ---------- | ------------- | ---- | ------ | ---- | -------------- | ---- | -------- | ---- | ---- | -------- | -------- | --------------------- |
| 1/12/1996  | 日本          | 阪神 | 草2000 |      | 3歲新馬        | 54   | 柏兆雷   | 9    | 14   | 3        | 2:05.3   | Makihata Spurt        |
| 21/12/1996 | 日本          | 阪神 | 草2000 |      | 3歲新馬        | 54   | 柏兆雷   | 7    | 16   | 16       | 2:11.8   | Osumi Sunday          |
| 15/2/1997  | 日本          | 京都 | 泥1800 |      | 4歲未勝利      | 55   | 熊澤重文 | 11   | 12   | 比賽中止 | 比賽中止 | Hurry Upski           |
| 22/3/1997  | 日本          | 阪神 | 草2000 |      | 4歲未勝利      | 55   | 熊澤重文 | 13   | 13   | 2        | 2:06.9   | Pulsebeat             |
| 19/4/1997  | 日本          | 京都 | 草2400 |      | 4歲未勝利      | 55   | 熊澤重文 | 7    | 18   | 2        | 2:27.4   | Tamamo Inazuma        |
| 11/5/1997  | 日本          | 東京 | 草2400 |      | 4歲未勝利      | 55   | 熊澤重文 | 16   | 18   | 1        | 2:28.4   | Top Ladder            |
| 7/6/1997   | 日本          | 中京 | 草2500 |      | 睡蓮賞         | 55   | 熊澤重文 | 3    | 10   | 1        | 2:37.4   | （Bin Rashid Bin）    |
| 29/6/1997  | 日本          | 阪神 | 草2000 |      | 山百合錦標     | 54   | 熊澤重文 | 6    | 13   | 4        | 2:03.7   | Namura Kinto Un       |
| 6/9/1997   | 日本          | 札幌 | 草2000 |      | 阿寒湖特別     | 55   | 熊澤重文 | 13   | 14   | 1        | 2:02.5   | （Minamino Pheasant） |
| 12/10/1997 | 日本          | 京都 | 草2200 | GII  | 京都新聞盃     | 57   | 熊澤重文 | 3    | 12   | 4        | 2:13.5   | 待兼福來              |
| 2/11/1997  | 日本          | 京都 | 草3000 | GI   | 菊花賞         | 57   | 熊澤重文 | 1    | 18   | 8        | 3:08.2   | 待兼福來              |
| 30/11/1997 | 日本          | 阪神 | 草2000 |      | 金馬鞭盃       | 56   | 武豐     | 7    | 13   | 2        | 2:01.4   | First Sonia           |
| 17/1/1998  | 日本          | 京都 | 草3000 | OP   | 萬葉錦標       | 54   | 熊澤重文 | 4    | 14   | 2        | 3:06.3   | 優勝駒                |
| 8/2/1998   | 日本          | 京都 | 草2400 |      | 松籟錦標       | 56   | 熊澤重文 | 14   | 16   | 2        | 2:28.0   | Alabanza              |
| 21/2/1998  | 日本          | 東京 | 草3200 | GIII | 鑽石錦標       | 54   | 熊澤重文 | 14   | 16   | 2        | 3:17.8   | 優勝駒                |
| 29/3/1998  | 日本          | 中山 | 草2500 | GII  | 日經賞         | 56   | 熊澤重文 | 10   | 12   | 4        | 2:34.9   | Tenjin Shogun         |
| 3/5/1998   | 日本          | 京都 | 草3200 | GI   | 春季天皇賞     | 58   | 熊澤重文 | 9    | 14   | 2        | 3:23.9   | 目白光明              |
| 13/6/1998  | 日本          | 東京 | 草2500 | GII  | 目黑紀念       | 57   | 熊澤重文 | 4    | 13   | 3        | 2:35.5   | 快鈴鹿                |
| 12/7/1998  | 日本          | 阪神 | 草2200 | GI   | 寶塚紀念       | 58   | 熊澤重文 | 4    | 13   | 4        | 2:12.0   | 無聲鈴鹿              |
| 11/10/1998 | 日本          | 京都 | 草2400 | GII  | 京都大賞典     | 57   | 熊澤重文 | 6    | 7    | 4        | 2:26.2   | 星雲天空              |
| 1/11/1998  | 日本          | 東京 | 草2000 | GI   | 秋季天皇賞     | 58   | 蛯名正義 | 10   | 12   | 2        | 1:59.5   | 越位陷阱              |
| 29/11/1998 | 日本          | 東京 | 草2400 | GI   | 日本盃         | 57   | 熊澤重文 | 7    | 15   | 10       | 2:27.3   | 神鷹                  |
| 27/12/1998 | 日本          | 中山 | 草2500 | GI   | 有馬紀念       | 57   | 熊澤重文 | 5    | 16   | 3        | 2:32.6   | 草上飛                |
| 14/2/1999  | 日本          | 京都 | 草2200 | GII  | 京都紀念       | 58   | 熊澤重文 | 6    | 10   | 7        | 2:16.1   | Emocion               |
| 28/3/1999  | 日本          | 中山 | 草2500 | GII  | 日經賞         | 57   | 熊澤重文 | 1    | 13   | 3        | 2:36.3   | 星雲天空              |
| 2/5/1999   | 日本          | 京都 | 草3200 | GI   | 春季天皇賞     | 58   | 熊澤重文 | 2    | 12   | 5        | 3:16.2   | 特別週                |
| 29/5/1999  | 日本          | 中京 | 草2000 | GII  | 金鯱賞         | 57   | 熊澤重文 | 9    | 15   | 3        | 1:59.9   | 午夜博彩              |
| 20/6/1999  | 日本          | 阪神 | 草2000 | GII  | 鳴尾紀念       | 57   | 熊澤重文 | 2    | 10   | 3        | 2:02.6   | 末廣統領              |
| 11/7/1999  | 日本          | 阪神 | 草2200 | GI   | 寶塚紀念       | 58   | 熊澤重文 | 1    | 12   | 3        | 2:13.7   | 草上飛                |
| 10/10/1999 | 日本          | 京都 | 草2400 | GII  | 京都大賞典     | 57   | 熊澤重文 | 8    | 10   | 6        | 2:25.0   | 鶴丸剛志              |
| 31/10/1999 | 日本          | 東京 | 草2000 | GI   | 秋季天皇賞     | 58   | 熊澤重文 | 6    | 17   | 2        | 1:58.1   | 特別週                |
| 28/11/1999 | 日本          | 東京 | 草2400 | GI   | 日本盃         | 57   | 熊澤重文 | 10   | 14   | 6        | 2:26.6   | 特別週                |
| 26/12/1999 | 日本          | 中山 | 草2500 | GI   | 有馬紀念       | 56   | 熊澤重文 | 5    | 14   | 10       | 2:38.2   | 草上飛                |
| 23/1/2000  | 日本          | 中山 | 草2200 | GII  | 美國賽馬會盃   | 58   | 熊澤重文 | 9    | 14   | 2        | 2:13.8   | 城中金星              |
| 20/2/2000  | 日本          | 京都 | 草2200 | GII  | 京都紀念       | 58   | 熊澤重文 | 4    | 11   | 3        | 2:14.0   | 好歌劇                |
| 26/3/2000  | 日本          | 中山 | 草2500 | GII  | 日經賞         | 57   | 熊澤重文 | 6    | 10   | 2        | 2:35.6   | Leo Ryuho             |
| 30/4/2000  | 日本          | 京都 | 草3200 | GI   | 春季天皇賞     | 58   | 熊澤重文 | 3    | 12   | 4        | 3:18.3   | 好歌劇                |
| 20/5/2000  | 日本          | 東京 | 草2500 | GII  | 目黑紀念       | 58   | 武豐     | 14   | 15   | 1        | 2:33.2   | （城中金星）          |
| 25/6/2000  | 日本          | 阪神 | 草2200 | GI   | 寶塚紀念       | 58   | 安藤勝己 | 3    | 11   | 4        | 2:14.1   | 好歌劇                |
| 24/9/2000  | 日本          | 中山 | 草2200 | GII  | 產經賞         | 58   | 後藤浩輝 | 1    | 9    | 5        | 2:17.0   | 名將戶仁              |
| 29/10/2000 | 日本          | 東京 | 草2000 | GI   | 秋季天皇賞     | 58   | 武豐     | 9    | 16   | 7        | 2:00.8   | 好歌劇                |
| 26/11/2000 | 日本          | 東京 | 草2400 | GI   | 日本盃         | 57   | 後藤浩輝 | 16   | 16   | 8        | 2:26.6   | 好歌劇                |
| 24/12/2000 | 日本          | 中山 | 草2500 | GI   | 有馬紀念       | 56   | 後藤浩輝 | 11   | 16   | 7        | 2:34.8   | 好歌劇                |
| 14/1/2001  | 日本          | 京都 | 草2400 | GII  | 日經新春盃     | 58.5 | 藤田伸二 | 1    | 11   | 1        | 2:25.8   | （San M.X.）          |
| 24/3/2001  | 阿聯酋        | 詩柏 | 草2400 | GII  | 杜拜司馬經典賽 | 56   | 武豐     | 14   | 16   | 1        | 2:28.2   | （奇異光芒）          |
| 24/6/2001  | 日本          | 阪神 | 草2200 | GI   | 寶塚紀念       | 58   | 後藤浩輝 | 9    | 12   | 4        | 2:12.1   | 名將戶仁              |
| 7/10/2001  | 日本          | 京都 | 草2400 | GII  | 京都大賞典     | 58   | 後藤浩輝 | 6    | 7    | DSQ      | DSQ      | 好歌劇                |
| 28/10/2001 | 日本          | 東京 | 草2000 | GI   | 秋季天皇賞     | 58   | 武豐     | 4    | 13   | 7        | 2:03.4   | 愛麗數碼              |
| 25/11/2001 | 日本          | 東京 | 草2400 | GI   | 日本盃         | 57   | 武豐     | 8    | 15   | 4        | 2:24.5   | 森林寶穴              |
| 16/12/2001 | 香港          | 沙田 | 草2400 | GI   | 香港瓶         | 57.1 | 武豐     | 9    | 14   | 1        | 2:27.8   | （藝高強）            |

a 由2001年開始，日本跟隨國際馬齡顯示標準，以實歲標記馬匹

## 退役後
退役後，黃金旅程成爲了配種馬，於北海道門別町（今日高町）育馬者Stallion Station休養，在2002年進行配種，間中亦會穿梭至北海道新冠町大紅牧場進行配種工作。雖然在贏得香港瓶後，所屬事務所很快收到了大量的配種申請，但考慮到黃金旅程作為種馬上有體型偏小、年齡偏大、性格兇悍難馴及一級賽頭銜仍嫌不足等不利因素，其首年種馬配額費用被定在相當保守的確認受孕150萬日圓或產駒出生時200萬日圓，相較於同時期轉任種馬的好歌劇、愛麗速子的500萬日圓可說是異常的廉價。結果，配種費用低廉的週日寧靜系配種馬這一因素，反而使黃金旅程成為極有吸引力的配種對象，使其在第一年就留下了配種177次的驚人紀錄。首批子嗣於2003年出生。首批子嗣可於2005年出賽。2006年6月18日，Solid Platinum在人魚錦標取勝，成爲首匹勝出分級賽的子嗣。12月10日，夢之旅於朝日盃未來錦標取勝，成爲首匹勝出一級賽的黃金旅程子嗣。總括而言，其配種成績極爲優秀，尤其和目白麥昆之子嗣作出的「黃金配合」更爲日本育馬史上的一大壯舉，出自此配合的子嗣有於2009年稱霸春秋大獎賽的夢之旅、日本第七匹三冠馬黃金巨匠及一級賽六勝的黃金船等。而非「黃金配合」的子嗣亦屢屢做出佳績，當中包括贏得寶塚紀念並於凱旋門大賽獲得亞軍的中山慶典，被稱爲「長距離怪物」的超常駿驥，於香港大放異彩的勝出光采、於2019年稱霸春秋一哩賽的冠軍車手及2015至2022年間總計獲得11座跳欄一級賽冠軍的「障礙賽之王」長山之馬等。
2015年2月5日，其於配種後被發現異常，育馬者Stallion Station負責人隨即將其轉移至社台集團旗下的獸醫診所治理，但於運輸途中因大動脈破裂死亡，享年21歲。

### 主要子嗣

#### 一級賽優勝子嗣
粗體字為一級賽
2003年生
- Meiner Neos（中山跳欄大賽）

2004年生
- 夢之旅（朝日盃未來錦標、神戶新聞盃、小倉紀念、朝日挑戰盃、產經大阪盃、寶塚紀念、有馬紀念）
- 黃金鄉（三次 新加坡金盃）

2006年生
- 中山慶典（寶塚紀念）

2008年生
- 黃金巨匠（春季錦標、皋月賞、東京優駿、神戶新聞盃、菊花賞、兩次有馬紀念、寶塚紀念、兩次 福伊錦標）

2009年生
- 黃金船（共同通信盃、皋月賞、神戶新聞盃、菊花賞、有馬紀念、三次阪神大賞典、兩次寶塚紀念、春季天皇賞）
- 超常駿驥（青葉賞、聖烈特紀念、日經賞、兩次春季天皇賞）

2011年生
- 夢幻舞台（札幌兩歲錦標、阪神兩歲牝馬錦標）
- 長山之馬（六次中山跳欄大賽、東京跳欄錦標、兩次東京跳欄賽、三次中山大障礙、三次阪神春季跳欄錦標）

2013年生
- 領銜女角（維多利亞一哩賽）
- 七色線（雅靈頓盃、阪神大賞典、春季天皇賞）

2014年生
- 勝出光采（春季錦標、福島紀念、兩次中山紀念、中山金盃、 女皇盃、 香港盃）

2015年生
- 冠軍車手（東京新聞盃、安田紀念、一哩冠軍賽、讀賣盃）

#### 分級賽優勝子嗣
2003年生
- Cosmo Platina（人魚錦標）
- MS World（京都跳欄賽、小倉夏季跳欄錦標）
- Solid Platinum（人魚錦標）

2004年生
- Arco Senora（福島紀念、新潟紀念）
- Sunrise Max（中日新聞盃、葉森盃、小倉大賞典）

2005年生
- Meine Ratsel（雌馬賽、玫瑰錦標）

2006年生
- Silk Mobius（麒麟錦標、東海錦標、育馬者金盃）

2007年生
- Expedition（小倉紀念）

2008年生
- 重大戰役（京成盃、聖烈特紀念）
- Meisho Yodo（東京跳欄錦標）
- 中山騎士（共同通信盃、產經賞、中山紀念）
- 碧藍海洋（金鯱賞、中山金盃）
- Meiner Medalist（目黑紀念）
- Bouncy Tune（百花盃）

2010年生
- 長山戰駒（日經電台賞）
- Win Primera（京都金盃）
- 米蘭（函館紀念）

2011年生
- Stay in Seattle（鳴尾紀念）
- Tsukuba Azuma O（中山金盃）
- Twinkle（鑽石錦標）

2012年生
- 守諾言（日經新春盃、阿根廷共和國盃、鳴尾紀念）
- Cat Coin（皇后盃）
- 勝者行（中京紀念）
- Grand Silk（京成盃秋季讓賽）
- Kokorono Ai（月神錦標、鬱金香賞）

2013年生
- Good Sky（新潟跳欄錦標）
- 眨眼間（愛知盃）
- 再望山河（目黑紀念）
- 火星花（府中牝馬錦標）

2014年生
- 三幕劇（福島紀念、小倉大賞典、產經賞）
- 越來越愛（福島紀念、七夕賞）

2015年生
- 繁榮起飛（新潟紀念）
- 愚者眼界（京都新聞盃、 紅海草地讓賽、 杜拜金盃）
- 非洲寶金（京都紀念）

此外，被譽為「日本賽馬史上最強一勝馬」的振奮士氣（2015年出生）亦為其子嗣。

## 血統簡介
父系週日寧靜是美國三冠賽雙軍馬，退役後在日本配種，在日本馬壇相當成功，贏得多項分級賽事，其子嗣贏得巨額獎金。連續12年成為日本冠軍種馬。祖父Halo爲美國賽駒，曾贏得一級賽冠軍，爲美國冠軍種馬。
母系Golden Sash爲日本賽駒，生涯出戰五場全敗，外祖父Dictus爲法國賽駒，生涯戰績不俗，出賽十場勝出六場。

### 血統表
| 父線：週日寧靜系（Halo系）          |                             |                 |                |
| 種馬 週日寧靜 1986年（棕色）        | Halo 1969年（棕色）         | Hail to Reason  | Turn-to        |
| 種馬 週日寧靜 1986年（棕色）        | Halo 1969年（棕色）         | Hail to Reason  | Nothirdchance  |
| 種馬 週日寧靜 1986年（棕色）        | Halo 1969年（棕色）         | Cosmah          | Cosmic Bomb    |
| 種馬 週日寧靜 1986年（棕色）        | Halo 1969年（棕色）         | Cosmah          | Almahmoud      |
| 種馬 週日寧靜 1986年（棕色）        | Wishing Well 1975年（棗色） | Understanding   | Promised Land  |
| 種馬 週日寧靜 1986年（棕色）        | Wishing Well 1975年（棗色） | Understanding   | Pretty Ways    |
| 種馬 週日寧靜 1986年（棕色）        | Wishing Well 1975年（棗色） | Mountain Flower | Montparnasse   |
| 種馬 週日寧靜 1986年（棕色）        | Wishing Well 1975年（棗色） | Mountain Flower | Edelweiss      |
| 繁殖雌馬 Golden Sash 1988年（栗色） | Dictus 1967年（栗色）       | Sanctus         | Fine Top       |
| 繁殖雌馬 Golden Sash 1988年（栗色） | Dictus 1967年（栗色）       | Sanctus         | Sanelta        |
| 繁殖雌馬 Golden Sash 1988年（栗色） | Dictus 1967年（栗色）       | Doronic         | Worden         |
| 繁殖雌馬 Golden Sash 1988年（栗色） | Dictus 1967年（栗色）       | Doronic         | Dulzetta       |
| 繁殖雌馬 Golden Sash 1988年（栗色） | Dyna Sash 1979年（棗色）    | 北方風味        | 北地舞人       |
| 繁殖雌馬 Golden Sash 1988年（栗色） | Dyna Sash 1979年（棗色）    | 北方風味        | Lady Victoria  |
| 繁殖雌馬 Golden Sash 1988年（栗色） | Dyna Sash 1979年（棗色）    | Royal Sash      | Princely Gift  |
| 繁殖雌馬 Golden Sash 1988年（栗色） | Dyna Sash 1979年（棗色）    | Royal Sash      | Sash of Honour |
| 雌系：號族：1-t                     |                             |                 |                |
| 五代內近親交配：無                  |                             |                 |                |

## 命名由來
名字Stay Gold（ステイゴールド）出自美國電影小教父中由著名盲人歌手史提夫·溫達所演唱的同名歌曲，於英語語境中帶有「保持光輝、保持初心」的意思，香港則取其意境加以延伸，翻譯为「黃金旅程」。

## 外部連結
- 黃金旅程 netkeiba.com （页面存档备份，存于）
- 血統表 （页面存档备份，存于）